# Saint-Remy (Alta Saona)
Saint-Remy è un comune francese di 618 abitanti situato nel dipartimento dell'Alta Saona nella regione della Borgogna-Franca Contea.

## Società

### Evoluzione demografica
Abitanti censiti